# Ina Loitzl

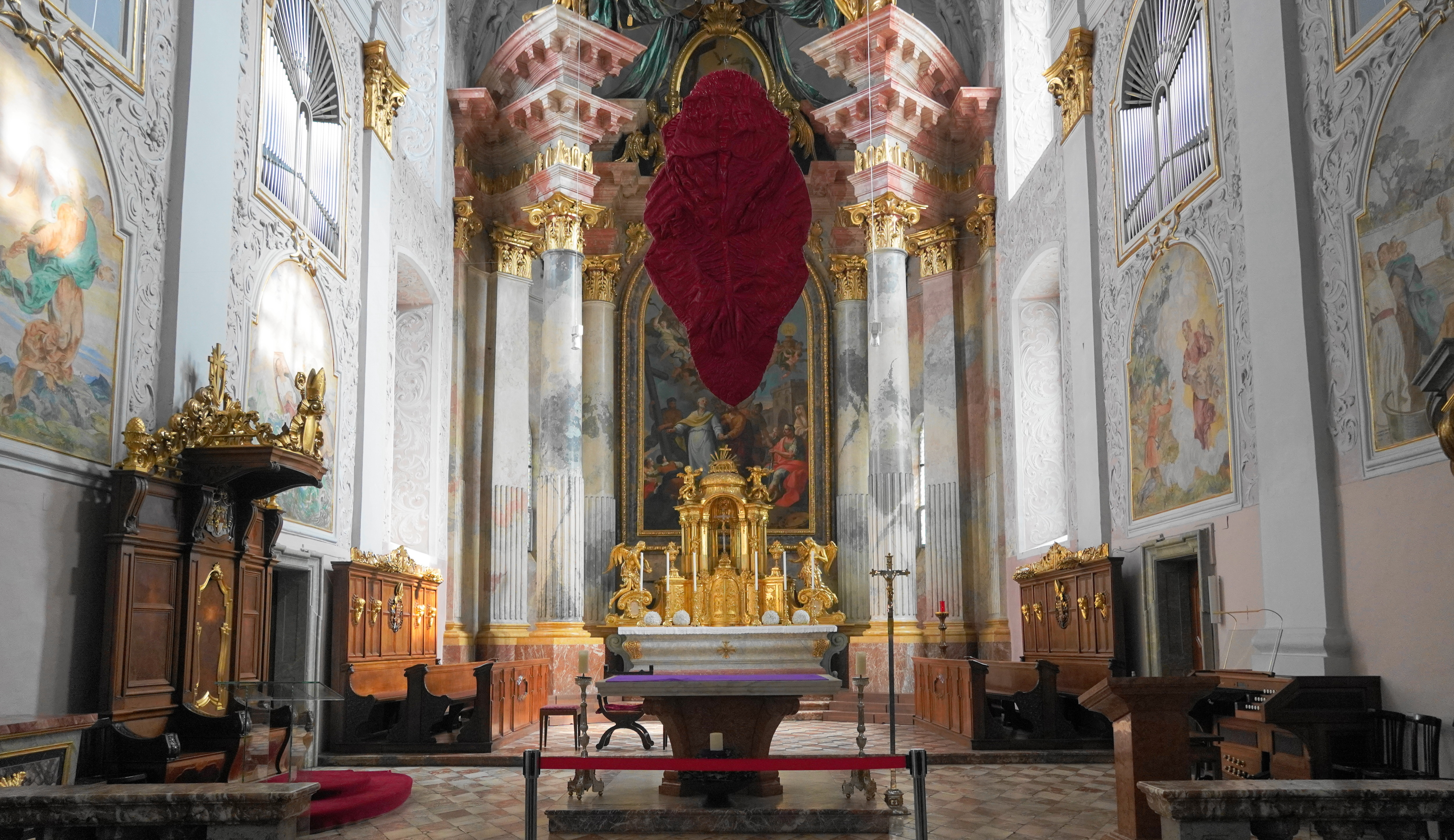
LINGUA sprachlos (2023) Dom und Stadtpfarrkirche hl. Petrus Paulus, Klagenfurt

Ina Loitzl (* 14. Mai 1972 in Klagenfurt am Wörthersee) ist eine  österreichische Video- und Textilkünstlerin.

## Leben
Ina Loitzl studierte am Mozarteum in Salzburg Grafik und Visuelle Medien.
Ina Loitzl lebt und arbeitet in Wien. Sie ist vor allem als Künstlerin bekannt, die textile Arbeiten mit Videokunst verknüpft. Eine Kritikerin nannte sie Turbofrau im Wochenbett und spielte damit auch auf ein häufig wiederkehrendes Thema in Loitzls Arbeiten an – den weiblichen Körper.
2004 kam sie als Morgenstern auf das Titelblatt der Kleinen Zeitung.
Der Kurzfilm Kunstboxen (5:40 Min) erschien 2014.
Die Faszination für den menschlichen Körper, ihres eigenen weiblichen, steht im Fokus ihrer künstlerischen Arbeit. Ihr diesbezügliches multimediales Œuvre umfasst Objekte, Scherenschnitte, Collagen und Animationsfilme. Die Kraft und das Wunder Leben, der gleichzeitige Ekel vor offenem Fleisch, die Gratwanderung zwischen Lust und Schmerz, Blühen und Vergänglichkeit stehen in ihrer Ambivalenz sehr dicht nebeneinander.

## Auszeichnungen
- Förderpreis für Bildende Kunst Land Kärnten, Atelierstipendium in Paris
- Fine Arts Award of Taichung, Taiwan
- 2012 Theodor-Körner-Preis für Bildende Kunst und Kunstfotografie für HAARIGES[4]
- 2013 ZIT Content Award Wiener Zeitung

## Gruppenausstellungen
2004
- Frauenbild, Niederösterreichisches Landesmuseum
- Blickwechsel, Museum Moderner Kunst Kärnten, Klagenfurt

2005
- spaces of memory, Stadtgalerie, Laibach

2006
- Südwind, Kunst im Parlament, Wien
- Schnittpunkte, Sudhaus, Villach

2007
- Open Call 1, Die Quelle, Wien

2008
- Preisträgerin „Award of merit“ der 12th da dun art exhibition[5]

- Kyoto Municipal Museum of Art, Japan

2009
- Künstlerin des Monats, Siemens artlab
- Art Karlsruhe mit der Kro Art Gallery
- Kunst im Werk / Treibach-Althofen[6]

2011
- "den blick öffnen II" / Künstlerhaus / Wien[7]

2013	
- Albertina Contemporary –  Statements aus der Sammlung / Albertina / Wien
- Welcome II / Gedok / München
- V-day / Vagina Monologues / Off – Theater / Wien
- humans / Künstlerhaus / Klagenfurt
- humans / Galerie Prisma / Künstlerbund Südtirol / Bozen
- den blick öffnen / Romanischer Keller / Salzburg
- CRUX / Hofburg Brixen / Brixen
- Tiere / MMKK / Klagenfurt
- DORT / gemeinsam mit Werner Hofmeister im Museum für Quellenkultur / Klein St. Paul
- ahnen / Schloss Grafenstein in Kooperation mit dem MMKK / Grafenstein

2014
- Nebelland habe ich gesehen / MMKK / Klagenfurt
- Photo + / Galerie Peithner Lichtenfels / Wien
- Kunsttextile / Kro Art Contemporary	/ Wien
- female / Kro Art Contemporary / Wien

## Einzelausstellungen
- 2005: Neue Galerie Gmünd, Kärnten[8]
- 2006: Grün, grün, grün, Grüne Galerie, Klagenfurt[9]
- 2007: Ein Stück Heimat II, galeriekärnten, Klagenfurt[7]
- 2009: Heimat III, Grüne Galerie, Wien[7]
- 2010: Irrgärten durch den menschlichen Körper, Kro Art Gallery / Wien[10]
- 2010: BEACH, Künstlerhaus / Videogalerie / Wien[7]
- 2010: Affaires de femmes, Österreichisches Kulturforum / Bratislava[7]
- 2011: schönschaurig II – Medizin und Kunst am Seziertisch, Sonderausstellung „Mythos Mensch“ im Schloßmuseum / Linz[7]
- 2011: Affaires de femmes II / Frauenbüro / Klagenfurt
- 2011: Heimat V – Retour / Artport / Salzburg
- 2012: Affaires de femmes III / Muzeul de Artă Timișoara / Rumänien
- 2013: hairytales / Kro Art Contemporary / Wien
- 2013:  Kunst – Stoff – Art / basement / Wien
- 2014: ...mit Text / Galerie 3 / Klagenfurt

## Videofestivals und Screenings
- Was mir heilig ist, ORF
- Parkgewusel, Internationaler Kurz- und Videofestival
- Heimat bist du kurzer Filme, Schikaneder
- tricky women, Top Kino
- Trickfilmplattform

## Sammlungen
- Land Salzburg und Land Kärnten
- Stadt Klagenfurt und Stadt Villach
- Casoria Contemporary Art Museum, Neapel
- Ursula Blickle, Videoarchiv in der Kunsthalle Wien
- Museum für Quellenkultur, Klein St. Paul
- Grafische Sammlung Albertina